# Lauritz Schoof
Lauritz Schoof, född den 7 oktober 1990 i Rendsburg i Tyskland, är en tysk roddare.
Han tog OS-guld i scullerfyra i samband med de olympiska roddtävlingarna 2012 i London.
Vid de olympiska roddtävlingarna 2016 i Rio de Janeiro tog han återigen guld i scullerfyra.